# Электрошоковый ошейник

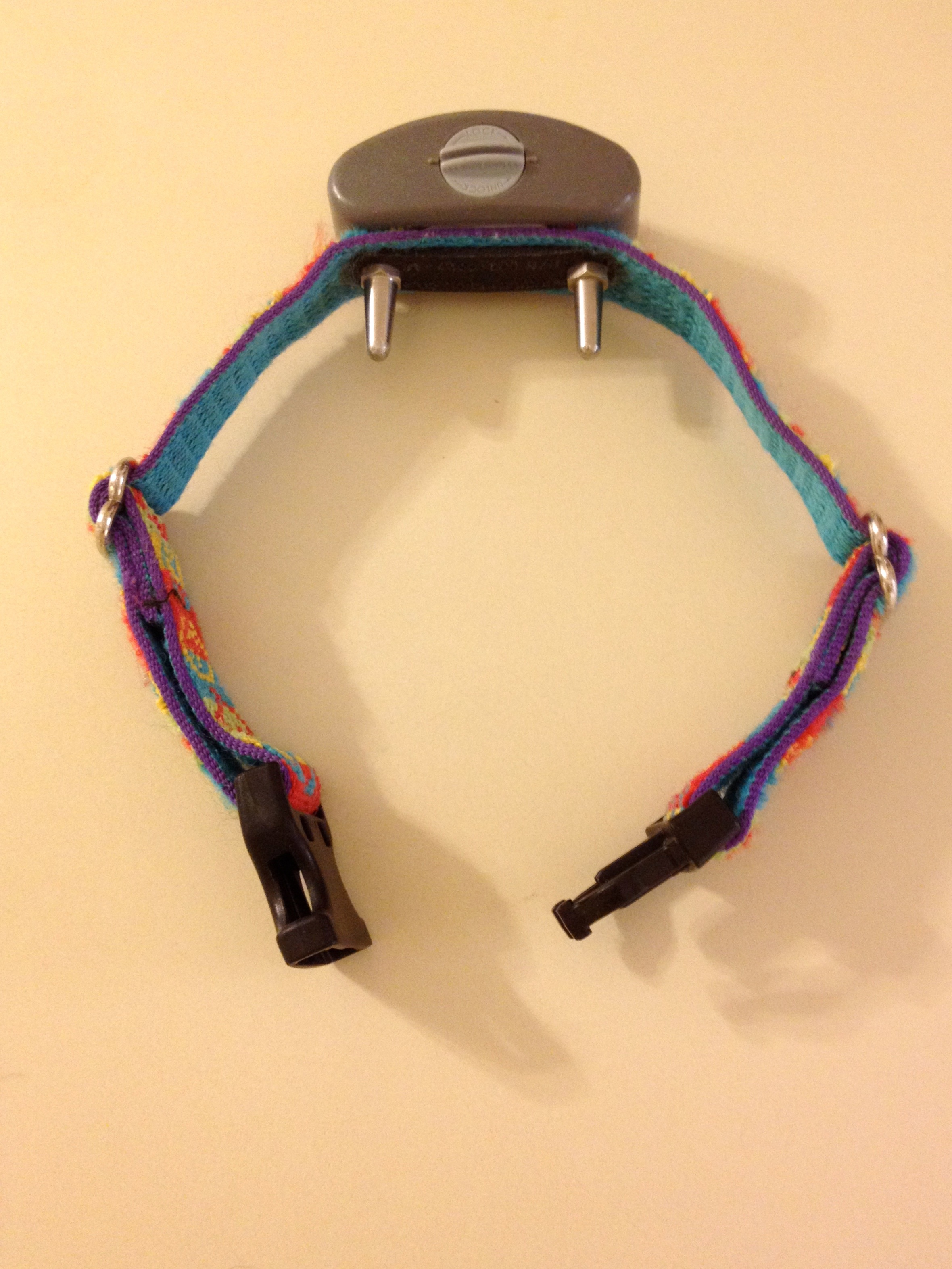
электрошоковый ошейник

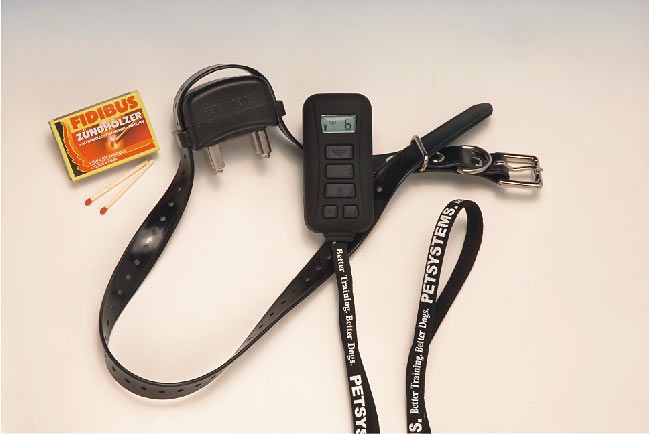
электрошоковый ошейник с дистанционным управлением

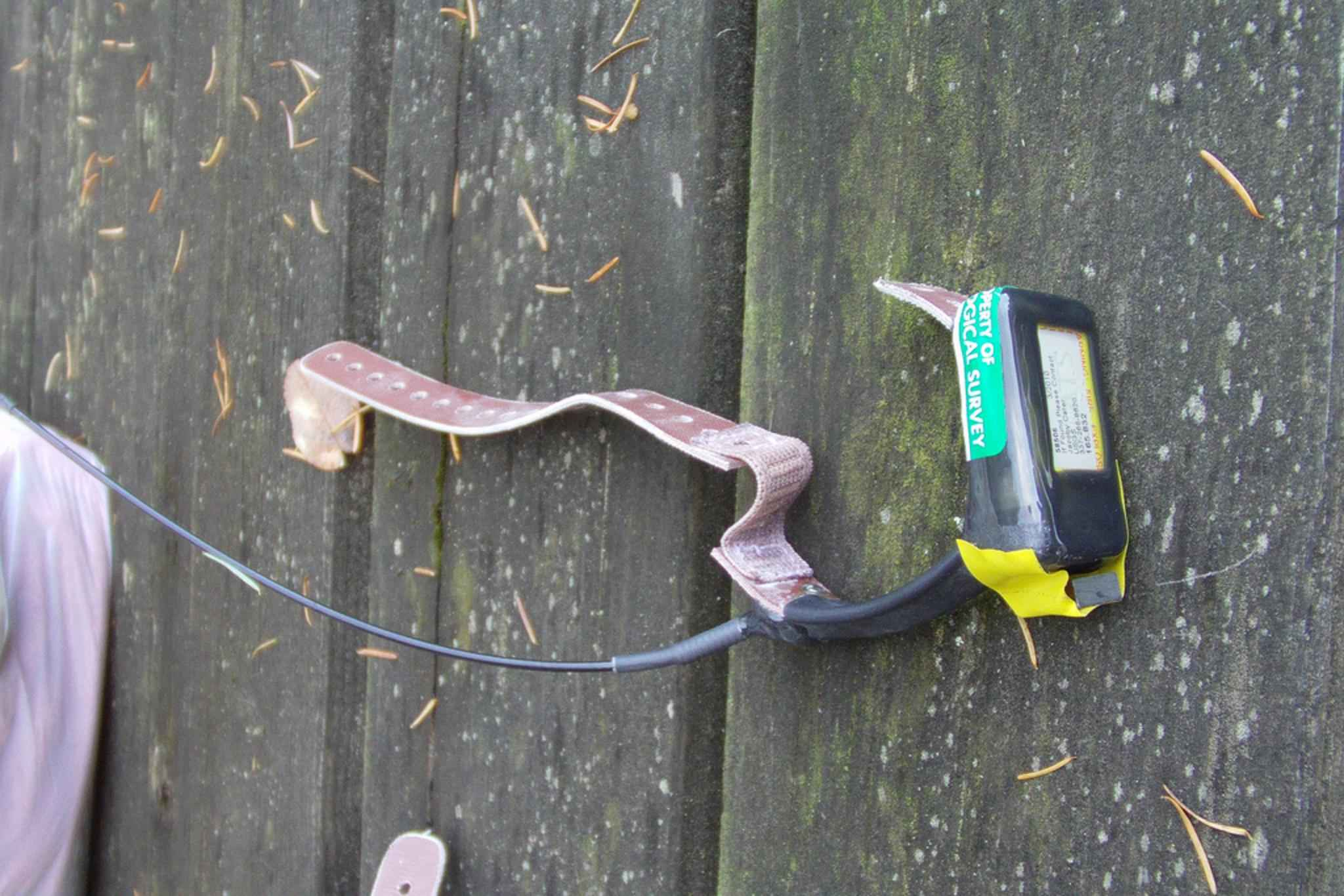
ошейник с радаром (GPS трекером) для отслеживания передвижения животных

Электрошоковый ошейник — устройство для электро-стимуляции на расстоянии, которую применяют для дрессировки и дистанционного контроля за поведением собаки, но во многих странах электрошоковые ошейники запрещены из-за того, что законодатели считают это жестоким обращением с животными. Термин «электронный  ошейник» применяется при обозначении группы  ошейников для дрессировки (также встречаются названия «импульсный ошейник», «радиоошейник», «шоковый ошейник» и др.). Этот ошейник производит на собаку электрическое импульсное воздействие с различной интенсивностью и продолжительностью посредством маленького устройства на ошейнике собаки. Некоторые модели ошейников также имеют вибровоздействие и тоновый сигнал, другие виды ошейников дают возможность Интернет- и GPS-отслеживания собаки для информирования хозяина о её местоположении.
Первоначально (в 1960-х годах) такие ошейники использовались для тренировки охотничьих собак. Сейчас электронные ошейники достаточно распространены и имеют широкий круг применения, включая коррекцию поведения, отслеживание в целях предотвращения кражи собаки, GPS-отслеживание, общий курс дрессировки, сдерживание собаки на определённой территории, а также при подготовке служебных и милицейских собак. Такие приборы используются и для других животных, но наибольшее распространение получили именно ошейники для собак. Также существуют ошейники с рацией для дистанционной подачи команд собакам на большом расстоянии и видеокамеры закреплённые на собаках.

## Принцип действия
На ошейнике собаки находится небольшая коробочка с электронным содержимым и двумя металлическими контактами, направленными к шее собаки. Ошейник плотно надевается на шею собаки. Электрический импульс идёт от одного контакта к другому через кожу и мышцы собаки (верхний слой), происходит местное электровоздействие, неприятное для собаки.
Следует заметить, что эти приборы стандартизированы, а собаки имеют разный уровень чувствительности, поэтому уровень комфорта и надежности в некоторых случаях может меняться. Продолжительность и интенсивность импульса, форма сигнала, размер и тип электродов, расстояние между ними, электрическое напряжение, уровень тока, степень затянутости и расположение ошейника — все это влияет на итоговую интенсивность и комфортность воздействия, получаемого собакой, но чувствительность к электрическому воздействию очень индивидуальна. Эта чувствительность не зависит от таких факторов, как порода собаки, её пол, размер и масса тела. В числе факторов, которые влияют на чувствительность собаки к электровоздействию можно отметить: чувствительность кожи, влажность кожи, толщина кожи и подкожных слоев (жир, мышцы), нервная возбудимость собаки. Немалую роль играют самочувствие собаки, условия, в которых находится собака, наличие или отсутствие посторонних раздражителей и отвлекающих факторов. Собака в спокойном состоянии реагирует на слабое воздействие, та же собака в состоянии легкого возбуждения не почувствует слабое воздействие, а если собака находится в состоянии сильного возбуждения, к ней необходимо применять значительно более сильное воздействие.
Лучшие модели доступных на сегодняшний день ошейников имеют широкий диапазон настроек, начинающийся с очень низких уровней воздействия, зачастую в них присутствует функция вибрации. Также эти ошейники автоматически включаются и выключаются. Такие ошейники управляются человеком, за исключением ошейников «Антилай», в которых воздействие является результатом действий собаки.

## Технические особенности
Два важнейших аспекта воздействия электрического ошейника — качество и количество электронной стимуляции, а также форма и продолжительность сигнала. Нельзя брать в расчет только напряжение или силу тока в качестве показателей уровня стимуляции. Количество энергии (в джоулях), проходящей через тело, являющееся замкнутой системой, зависит от напряжения, силы тока и времени.
Длительность импульса, частота импульса и форма сигнала являются главными определяющими факторами возможного отклика. В современных электронных ошейниках изменение уровня воздействия происходит путём смены продолжительности импульса или частоты вместо увеличения силы тока или напряжения. Воздействие, которое ощущает животное, может меняться, но электрическая энергия остается относительно неизменной.

## Дрессировка с электронным ошейником
Электронные ошейники могут применяться на базе метода положительного подкрепления и при использовании других принципов, основанных на условных рефлексах.
В зависимости от методики, применяемой тренером, электрическое воздействие может являться пресекающим отрицательным воздействием, когда воздействие происходит в момент нежелательного поведения с целью уменьшения его частоты, или отрицательным подкреплением в случае применения продолжительной стимуляции до момента выполнения собакой требуемого действия, для увеличения его частоты.
Изменяя продолжительность электрического воздействия от долей секунды до нескольких секунд, дрессировщик использует его для решения различных задач во время обучения собаки. Например, очень кратковременное воздействие (продолжительностью около 0,2 секунды) служит для привлечения внимания к команде дрессировщика, для ускорения выполнения команды или для напоминания собаке о нежелательности её действий. Более продолжительное воздействие служит для усиления воздействия при работе с упрямыми или излишне флегматичными собаками, а также для пресечения агрессии и нежелательного поведения в том случае, если кратковременное воздействие не эффективно.
Иногда дрессировщики используют низкие уровни воздействия, как обозначение правильного действия собаки, давая одновременно поощрение, формируя тем самым условный рефлекс, связанный с электроошейником так же, как при использовании кликера.
Некоторые электронные ошейники имеют помимо электрического воздействия тоновой сигнал и вибросигнал (без воздействия), которые могут быть использованы для большинства собак в качестве «нейтральной стимуляции». Для успешного применения электронных ошейников необходимо руководство профессионального дрессировщика, специализирующегося на работе с этими устройствами. Как и при работе с любыми другими инструментами для дрессировки собак, неправильное использование, злоупотребление или небрежность могут привести к нежелательным результатам.

### Метод дрессировки от профессионального дрессировщика собак Барта Беллона «Длинный поводок»
Каждый элемент дрессировки собак электронным ошейником должен начинаться с объяснения того, каких действий хочет добиться дрессировщик. Для привлечения внимания можно использовать звуковое предупреждение или вибрацию, это очень часто повышает концентрацию. Барт Беллон рекомендует сначала использовать поводок или трассёр, чтобы подёргивать собаку. Как только животное научиться воспринимать такие воздействия, то можно вводить электроошейник на минимальных порогах силы. Например, чтобы отучить собаку не убегать далеко от хозяина, сначала используется длинный поводок, а затем применяется электронный ошейник, для собаки при этом не важно, что самого поводка уже нет, для неё есть безусловный стимул, который дает ей понять, что пора возвращаться, хозяин может достать меня и на таком расстоянии. Такой подход очень полезен для натаски легавых пород вроде курцхааров и дратхааров, так как приобретается устойчивый условный рефлекс держаться рядом со своим хозяином, что сыграет ключевую роль во время охоты.

## История
Электронный ошейник был изобретен в 70-х годах советским ученым-этологом Ясоном Бадридзе для экспериментальной работы с волками. Однако промышленное производство было впервые запущено в США.
Первые электронные ошейники использовались для того, чтобы остановить «шоковым методом» охотничьих собак, которые были отвлечены от работы такими раздражителями, как животные, не являющиеся целью охоты, или же для того, чтобы заставить собаку выпустить пойманную дичь. Эти ошейники были громоздкими с небольшим сроком службы и ограниченной функциональностью. Первые модели ошейников имели значительные технические ограничения: они имели от 1 до 3 уровней воздействия, которые нельзя было изменить, если ошейник находился на собаке. При этом самый низкий уровень воздействия имел большую интенсивность, чем требуется для небольшой (безопасной) коррекции поведения собаки. Такие ошейники могли при неправильном использовании причинить собаке вред.
Производители электронных ошейников быстро поняли, что есть много вариантов применения для ошейника, который помогает управлять собакой, когда она находится на значительном расстоянии или чем-то отвлечена. Эти устройства завоевали популярность не только у владельцев спортивных собак, но и у владельцев собак-компаньонов, а также у тренеров служебных собак.
Благодаря производственным улучшениям современные ошейники стали гораздо более надежными и действенными. Большинство ошейников дают возможность контроля уровня электростимуляции, которая варьируется от низких уровней (эффект легкого покалывания) до средних (раздражающий эффект) и высоких уровней.
На данный момент, максимальный уровень электрического воздействия всех электронных ошейников последнего поколения, производимых в США и некоторых странах Западной Европы, жестко ограничен требованиями к безопасности здоровья животного, на котором может использоваться данное устройство. В соответствии с этими требованиями и для предотвращения непреднамеренного воздействия также ограничена максимальная продолжительность электрического воздействия (как правило она не может превышать 8-12 секунд). Считается, что даже на самом высоком уровне при данной продолжительности электрическое воздействие не причинит животному никакого вреда.

## Виды устройств

### Системы сдерживания
Довольно распространено использование электроошейников в качестве систем сдерживания домашних животных (электронные изгороди), которые обычно предназначены для того, чтобы держать животное на определённой территории без конструирования физических преград. Популярность такого использования электронных ошейников неуклонно растет, особенно в районах, где местные законы или ассоциации домовладельцев запрещают сооружение физической изгороди.
Электронные системы могут представлять собой:
- подземную систему для сохранения эстетичного внешнего вида двора;
- надземную систему для усиления существующей преграды, которая была недостаточной для того, чтобы сдерживать собаку в периметре;
- беспроводную систему для использования в помещении.

Работа большинства электронных изгородей обеспечивается установкой провода по периметру двора. Через такой провод не проходит электрический ток, этот провод представляет собой закрытую петлю с трансмиттером (передатчиком), который предает радиосигнал на ресивер (приемник) ошейника собаки. При приближении собаки к границе периметра ошейник издаст предупреждающий тоновой или вибросигнал. При попытке животного пересечь провод ошейник применит электрическое воздействие, уровень интенсивности и частота которого устанавливаются владельцем собаки. Предупреждающий тоновой сигнал (или вибрация) формируют рефлекс избегания: собака ассоциирует предупреждающий сигнал с электронной стимуляцией и реагирует на него, избегая таким образом электровоздействия. Для того чтобы собака понимала, где находится линия границы, которую необходимо избегать, необходимо специальное обучение.
Другой вид сдерживающих систем называется электрический коврик, он создает неприятное ощущение статического электричества, когда животное (или босой человек) ступает на него. Такой коврик может работать как от батареек, так и от сети. Эти устройства используются в коридорах для того, чтобы животное не входило в комнату или не выходило из неё; на мебели, на подоконниках для того, чтобы животное не запрыгивало на них. Как правило, уже через несколько повторений животное начинает избегать электрический коврик.

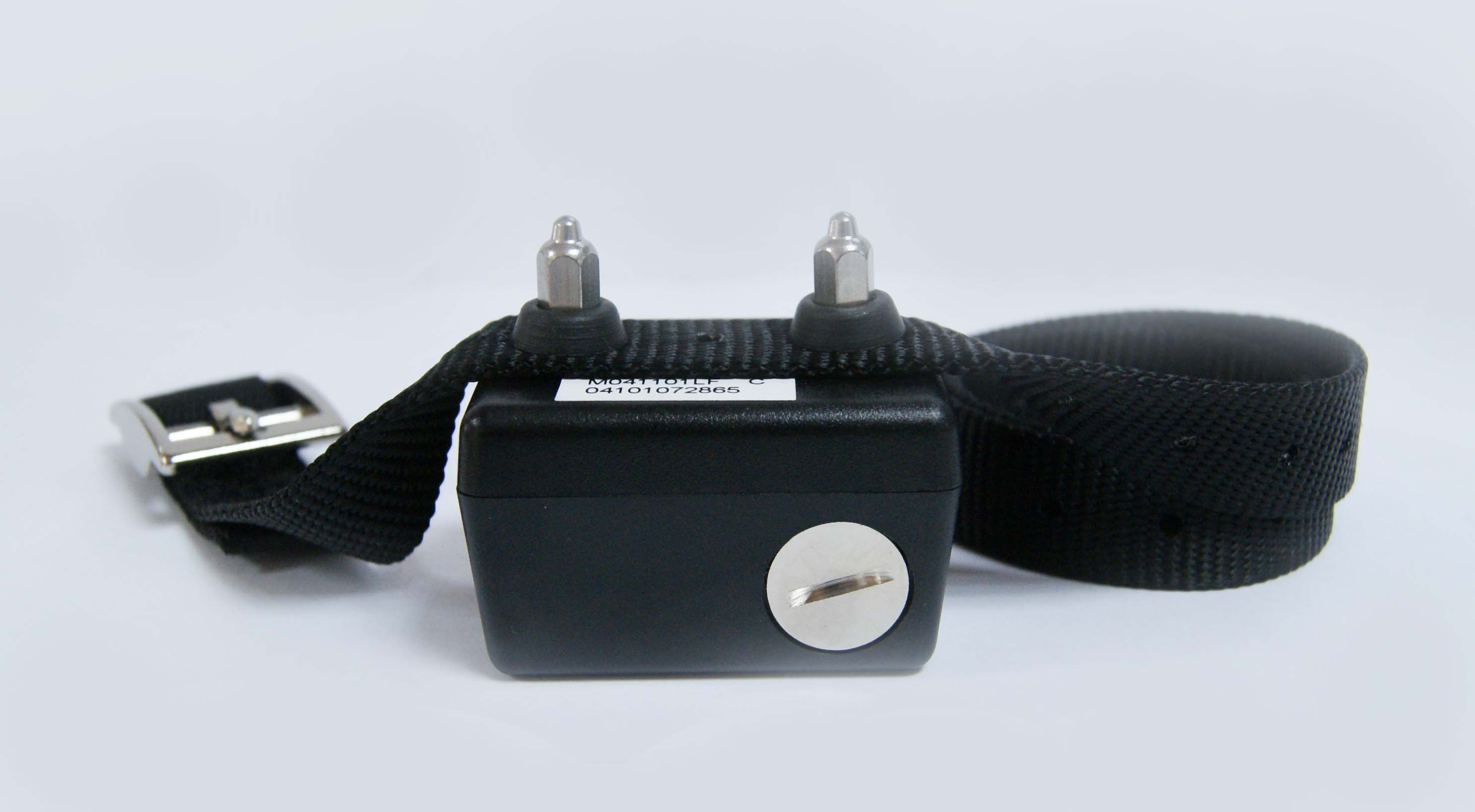
Ошейник «антилай»

### Ошейники контроля лая (антилай)
Ошейники контроля лая используются для прекращения чрезмерного раздражающего лая собаки путём применения отрицательного воздействия через ошейник в момент, когда собака начинает лаять. Вид применяемого отрицательного воздействия зависит от модели ошейника, это может быть электрическое воздействие, спрей (с запахом или без), вибрация, ультразвук, который может слышать только собака. Ошейники антилай могут активироваться звуком лая или вибрацией голосовых связок. В некоторых современных ошейниках используются как датчики звука (микрофон), так и датчики вибрации для того, чтобы исключить возможность активации ошейника посторонними шумами. Собака может ассоциировать корректирующее воздействие ошейника с лаем и будет прекращать лай, только когда на ней ошейник. В некоторых случаях у собаки нет такой ассоциации (особенно если используется модель ошейника с активацией от микрофона, и устройство может быть активировано от посторонних шумов, даже если собака не лает), что ведет к агрессивной и трусливой реакции.

### Электроошейники для дрессировки, ошейники дистанционного воздействия
Электроошейники для дрессировки активируются при помощи пульта дистанционного управления (передатчика). Хорошие модели электронных ошейников имеют широкий диапазон уровней воздействия и функций, разную продолжительность воздействия, а также вибросигнал или тоновой сигнал для привлечения внимания собаки. Для использования электроошейника совершенно необходимо соответствующее обучение. Неправильное использование электроошейника может повлечь за собой нежелательное поведение собаки. Для успешного использования импульсного ошейника необходима консультация специалиста по дрессировке с использованием радиоэлектронных устройств.

### Ошейники GPS, ошейники для дистанционного отслеживания животных
Главная функция этих ошейников — определение физического местонахождения собаки при помощи спутниковой системы навигации GPS и электронного ошейника. Эти ошейники также предупреждают хозяина, если собака вышла за пределы определённой территории. Обладатели этих устройств могут отслеживать животное при помощи онлайн карты, на которой указывается точное местоположение собаки. Эта технология помогает предотвратить кражу или потерю животного.

## Физиологическое и психологическое влияние

### Исследования Ричарда Польски
Ричард Польски рассматривает эффект влияния электронных изгородей на поведение собак, ссылаясь на инциденты, в которых собаки, содержащиеся с использованием этих систем, совершили серьёзные агрессивные атаки на людей на границе изгороди или около неё. По данным других исследований, у собаки могут возникать неправильные ассоциации между электровоздействием и иными явлениями. В каждом из случаев нападения на человека собака находилась в зоне действия работающей электронной изгороди, должно быть, собака получила в тот момент электрическое воздействие. Четыре из пяти собак не выказывали враждебности к жертвам перед атакой. Ни одна из этих собак не дала никаких предупреждений к нападению, и все они очень серьёзно и многократно покусали своих жертв в голову, лицо, спину и шею.
Польски предположил, что агрессия собак была вызвана электровоздействием. В описанных случаях присутствуют невыясненные факторы, такие как методы дрессировки, использованные для приучения собак к электроизгороди, период времени, в течение которого собаки были без присмотра, уровень воздействия, которое получили собаки. Тем не менее, реакция собак, а особенно жестокость атак противоречит их поведению до атаки. Был сделан вывод о «возможном объяснении необусловленной агрессии как результата получения собакой электровоздействия и возникновения агрессии, мотивированной рефлексом избегания и опосредованной подавлением трусливой реакции на раздражитель (человека)».

### Исследования Шалке и его группы
Также проводились исследования, целью которых было получение ответа на вопрос, является ли использование электроошейника причиной стресса, и попытка оценить влияние этих устройств на здоровье собак (Schalke et al. 2007). Для определения уровня стресса у трех групп собак измерялась частота сердечных сокращений и уровень гормона стресса кортизола в слюне. Первая группа собак подвергалась электровоздействию каждый раз при демонстрации определённого поведения, вторая группа собак получала воздействие при неподчинении команде, третья группа получала воздействие случайным образом. У первой группы наблюдалось незначительное повышение уровня кортизола, у двух других групп повышение уровня кортизола было значительным, при этом самый большой уровень гормона стресса наблюдался у третьей группы.
Исследователи пришли к выводу, что те собаки, которые смогли создать четкие ассоциативные связи между своими действиями и воздействием и, как результат, смогли предсказать и контролировать воздействие, не подвергались существенному или постоянному стрессу. Симптомы возросшего уровня стресса в других группах подтвердили сделанное ранее предположение о том, что несвоевременное воздействие и неправильное использование электроошейника влечет за собой риск серьёзного продолжительного стрессового состояния животного. Было сделано заключение о том, что «широкое использование электроошейников не влияет на здоровье животных». К сожалению, никогда нельзя быть уверенным, правильно ли ассоциирует собака свои действия с электровоздействием.

## Общественное мнение
Распространенное заблуждение, что электроошейники для дрессировки и электронные ошейники для сдерживания собаки на определённой территории являются одной и той же вещью, породило дискуссии об их использовании и контроле применения. Существуют организации, продвигающие и поддерживающие использование электроошейников и выступающие против ограничения или запрета на их использование. Существуют также школы дрессировки и программы занятий, включающие в обучение собаки использование электроошейника.
Тем не менее в некоторых странах (например, в Европе) запрещено использование любых видов электроошейников, и в настоящее время проводятся кампании. В Австралии импорт этих устройств через таможенные посты нелегален, несмотря на их широкое распространение и тот факт, что законы разнятся от штата к штату.
Некоторые противники электронных ошейников и группы защиты прав животных считают, что электроошейники причиняют собаке сильную боль и психологический стресс. Некоторые владельцы собак, тестировавшие на себе действие электроошейников заявили, что некоторые модели без регулировки уровня воздействия (только с функцией включение и выключения) производят воздействие, по ощущениям похожее на электровоздействие, производимое при касании внутренней части лампового патрона. При этом ошейники, имеющие регулировку воздействия, по их мнению, также производят воздействие, которое можно классифицировать, как болевое ощущение (особенно при увеличении уровня воздействия).
В то же время сторонники дрессировки с электронным ошейником называют воздействие, производимое этим устройством на собаку, неприятным, но не болевым. При этом речь идет о воздействии на минимальном чувствительном для собаки уровне (именно такой индивидуальный для каждой собаки уровень применяется при дрессировке). По сравнению с ощущениями человека, это именно то ощущение, при котором ошейник во включенном состоянии не хочется держать в руке.